# 余澎杉
余 澎杉（エイモス・イー、英語: Amos Yee Pang Sang、1998年10月31日 -）は、シンガポールの元俳優、または政府批判を行ったブロガーである。建国の父、リー・クアンユーを非難した動画をYouTubeにアップロードしたことで投獄された。
リー・クアンユーを独裁者と呼んだ動画をYouTubeにアップロードしたことにより、53日間にわたって収監された。CNNのインタビューに対し、「自分があえて一線を越えて見せることで、ほかの人たちがさまざまな問題についてもっと率直に議論できるようになる気がする。それこそが本当に大事なことだと思う。」と答えた。
また2016年9月には、イスラム教徒とキリスト教徒を侮辱する動画を投稿した。
エイモス・イーは刑務所で3日間のハンガー・ストライキを開始した。7月6日、シンガポールの裁判所は、最後の2日間の拘禁の日から4週間の判決を下したので、彼は裁判所に釈放された。彼の弁護士は、彼が有罪判決に上訴すると述べた。
2016年12月16日、米国当局に政治亡命を申請し、裁判を待つためにシカゴ国際空港に到着。シカゴの移民裁判所は、政治的迫害を理由に2017年3月24日に亡命を認めた。
2020年、14歳の少女に対するグルーミングなどの16件の犯罪疑いで起訴された。司法取引の末、児童ポルノ所持とグルーミングの2件の容疑で有罪を認め、米国の裁判所により懲役6年の判決を受けた。